# Digitaria digitaria
Digitaria digitaria är en musselart som först beskrevs av Carl von Linné 1758.  Digitaria digitaria ingår i släktet Digitaria och familjen Astartidae. Inga underarter finns listade i Catalogue of Life.